# Yongfa (sockenhuvudort i Kina, Heilongjiang Sheng, lat 47,15, long 123,04)
Yongfa (kinesiska: 永发, 永发乡) är en sockenhuvudort i Kina. Den ligger i provinsen Heilongjiang, i den nordöstra delen av landet, omkring 320 kilometer nordväst om provinshuvudstaden Harbin. Antalet invånare är 16 884. Befolkningen består av 8 283 kvinnor och 8 601 män. Barn under 15 år utgör 14,0 %, vuxna 15-64 år 77 %, och äldre över 65 år 7,0 %.
Runt Yongfa är det ganska tätbefolkat, med 93 invånare per kvadratkilometer. Närmaste större samhälle är Jingxing, 9,5 km söder om Yongfa. Trakten runt Yongfa består till största delen av jordbruksmark.
Genomsnittlig årsnederbörd är 706 millimeter. Den regnigaste månaden är juli, med i genomsnitt 227 mm nederbörd, och den torraste är februari, med 7 mm nederbörd.